# Mengliang lu
Das Buch Mengliang lu (chinesisch 夢梁錄 / 梦粱录 – „Traum von der früheren Hauptstadt“) wurde von Wu Zimu (chinesisch 吳自牧 / 吴自牧) in der Zeit der Südlichen Song-Dynastie verfasst. Es umfasst 20 Kapitel (juan) und ist eine Beschreibung der Festivitäten, Sitten und Gebräuche, des Alltagslebens sowie der Kunst und Literatur des zerstörten Lin’an (Hangzhou, Provinz Zhejiang) gegen Ende der Südlichen Song-Dynastie. Es ist auch eine reichhaltige Quelle zur Geschichte der chinesischen Ess- und Trinkkultur.
Das Werk wurde ungefähr nach dem Untergang der Südlichen Song-Dynastie geschrieben. Stilistisch wird der Schreibstil der Pinselaufzeichnungen namens Dongjing meng Hua lu imitiert. Es berichtet über die Sitten und Gebräuche an traditionellen Festtagen, das Stadtbild, Waren der Geschäfte, Gartenarchitektur, Taten von Personen und Produkte verschiedener Landschaften der durch den Einfall der Mongolen zerstörten Hauptstadt.

## Ess- und Trinkkultur
Das darin enthaltene Material zur Küche ist ziemlich reichlich, es stellt verschiedene an traditionellen Festen gegessene Lebensmittel, Gastronomie sowie berühmte Teehäuser und Gasthäuser vor, außerdem berichtet es über mehrere hundert Namen von Essen und Getränken.

## Alte Drucke und moderne Ausgaben
Das Werk ist unter anderem in den Buchreihen Xuejin taoyuan und im Umfassende Sammlung von Congshu enthalten. Eine moderne Ausgabe ist die des Verlages Gudian wenxue chubanshe (Shanghai) aus dem Jahr 1956, im Anhang zum Dongjing meng Hua lu, die später in einer korrigierten Versionen erschienen ist.